# Право справедливості
Пра́во справедли́вості (англ. Equity Law) — назва правових принципів, що діють в рамках англійського загального права та споріднених правових систем, доповнюючи суворі правила там, де вимога їх формального виконання могла б бути дуже жорсткою.

## Поява і розвиток права справедливості
Англійське право справедливості виникає і розвивається, починаючи з XIV століття. Поява спричинена розчаруванням у загальному праві. Так, люди починають звертатися до короля з численними петиціями про вирішення питання по справедливості. Як правило, англійські королі доручали розглядати такі петиції своїм лорд-канцлерам. Тому формально вони не були зв'язані вимогами світського загального права і могли приймати рішення «по справедливості, а не по праву».
Новий поштовх до розвитку англійської юриспруденції в другій половині XV століття дають твори Фортеск'ю: «De laudibus legum Angliae» і Літльтона: «Tenures». Перше має переважне значення в галузі публічного, друге — в області приватного права.
Починаючи з 1616 року норми права справедливості стали набувати більшої юридичної сили, ніж норми загального права. Згідно з рішенням короля Якова I у справі графа Оксфордського, якщо право справедливості суперечить нормам загального права, пріоритет слід віддавати праву справедливості.
Лорд-канцлер втручався в розгляд справи «в ім'я справедливості». Він брався за справу лише тоді, коли міг застосувати санкції до відповідача, який порушив його розпорядження. По суті канцлер виробляв додаткові норми, що й отримали назву норм права справедливості.
Канцлер наказував, чи навпаки, забороняв особі поводити себе тим чи іншим чином і вимагав від неї в інтересах врятування його душі (канцлер первісно — духовна особа) поведінки, яка відповідає вимогам моралі і совісті.
У випадку порушення приписів канцлера відповідач потрапляє до тюрми або ж заарештовується його майно. Канцлер втручається лише тоді, коли він дійсно може застосувати ці санкції до відповідача. Як наслідок цього норми, які визначають компетенцію канцлерського суду, відрізняються від тих, на яких засновувалась компетенція судів загального права.
У такий спосіб Суд канцлера від імені англійського короля став вирішувати в порядку нової судової процедури ті спори, щодо яких норми загального права були відсутні або ж коли рішення, що пропонувались загальним правом, виглядали явно несправедливими.

## Особливості співвідношення між загальним правом та правом справедливості
Співвідношення загального права та права справедливості:
- право справедливості та загальне право — це різновиди англійського прецедентного права, які продовжують залишатися різними мегагалузями англійського права;
- право справедливості не входить у загальне право; прецеденти у праві справедливості створюються не на основі норм загального права, а ніби на додаток до них;
- природно, що право справедливості не існує як самостійна правова система. Без загального права воно не могло б існувати. Тому в англійському праві вважається неприпустимим навіть аналізувати зміст норм права справедливості поза контекстом загального права, не кажучи вже про їхнє практичне застосування;
- загальне право ґрунтується на звичаєвих правилах і вимогах, а в основі права справедливості лежать суб'єктивні уявлення про належне у праві та про справедливість;
- вирішення питання, застосовувати в даному конкретному випадку норми права справедливості чи все ж дотримуватися вимог загального права, сьогодні винятково залежить від розсуду суду.

## Особливості права справедливості
1. Надання основної уваги моральним, а не правовим і суто нормативним аспектам. Це стає очевидним при зверненні до принципів права справедливості, які дозволяють коригувати загальне право.
2. Поява нових засобів судового реагування і захисту. До найважливіших засобів судового захисту, які невідомі загальному праву, але передбачені правом справедливості, належать судова заборона, виконання в натурі, ректифікація й анулювання. Серед інших заходів судового реагування в межах права справедливості, зокрема, можуть бути названі обов'язкове надання звіту, призначення отримувача, надання доступу до інформації, передача документів.
3. Забезпечення більшої свободи суддівського розсуду порівняно з загальним правом.

## Правило прецеденту в праві справедливості
Основною областю застосування правила прецеденту в англійському праві є загальне право в точному значенні цього терміну. Правило справедливості створює іншу проблему: правило прецеденту могло бути визнане повністю в даній області тільки після того, як право справедливості втратило свій первісний характер, перестало бути справедливістю в прямому сенсі слова і стало комплексом норм права, які доповнюють (або ж підкріплюють) систему загального права. У теперішній час існує вельми невелика різниця між способом застосування правила прецеденту в області загального права і права справедливості. Правило прецеденту в тому чи іншому варіанті діє однаково.
Суддя Міліш у справі Allan v. Jackson у 1875 році постановив, що всі норми права справедливості і дев'ять десятих норм загального права насправді були створені суддями.

## Порівняння традицій права справедливості у країнах загального права[1]
Англія
Право справедливості залишається окремою частиною англійського права. Наразі основна критика на його адресу надходить з боку науковців, що працюють у сфері правового інституту безпідставного збагачення. Такі вчені, як професор Біркс та професор Барроуз стверджують, що в багатьох випадках у включенні характеристики «правовий» або «справедливий» перед матеріально-правовою нормою часто немає необхідності. Багато англійських університетів, таких як Кембридж, продовжують викладати «право справедливості» як окремий предмет. До переліку практичних посібників належать Snell's Equity, Lewin on Trusts, та Hayton & Underhill's Law of Trusts and Trustees.
Австралія
Право справедливості залишається наріжним каменем австралійського приватного права. Низка справ 1980-х років, які розглянув Верховний Суд Австралії, підтверджує життєздатність традиційних доктрин справедливості. Верховний Суд нещодавно підтвердив важливість права справедливості й відхилив припущення, що безпідставне збагачення має пояснювальну силу з точки зору таких традиційних доктрин справедливості, як суброгація.
Штат Новий Південний Уельс особливо добре відомий міцними позиціями своєї судової практики у сфері права справедливості. У 1984 році троє випускників Сіднейської юридичної школи та суддів Верховного суду штату Новий Південний Уельс, Родерік Мігер, Вільям Гуммоу і Джон Леан випустили книгу  «Право справедливості: Доктрини та засоби захисту» («Equity: Doctrines & Remedies»). Вона залишається однією з найбільш шанованих праць у Австралії та Англії. Робота зараз знаходиться у своєму 5-му виданні під редакцією Дайсона Хейдона, колишнього судді Верховного суду, судді Марка Лімінга Апеляційного суду в Новому Південному Уельсі, і доктора Пітера Тернера з Кембриджського університету.
США
У сучасній практиці, мабуть, найважливіша відмінність між загальним правом і правом справедливості полягає в наборі засобів захисту, який пропонує кожна зі згаданих систем. Найбільш поширеним цивільно-правовим засобом правового захисту, що може присудити суд, є грошова компенсація. Право справедливості, однак, вводить заборони або накази, які зобов'язують суб'єкта діяти або ж утриматися від дій. Часто ця форма в практичному плані більш цінна для учасника судового процесу, наприклад, позивач, чий сусід не поверне йому єдину дійну корову, що зайшла на сусідську територію, може захотіти назад конкретну корову, а не саме її грошову вартість. Однак, в цілому, позивач не може отримати захисту з боку права справедливості, за винятком ситуації, якщо «право не передбачає належного засобу правового захисту»; тобто, суд не винесе таке розпорядження, за винятком ситуації, якщо грошової компенсації не буде достатньо для відшкодування. Суди також можуть ухвалити певні типи наказів негайного виконання, так звані «приписи» («writs») (такі як хабеас корпус), але вони менш гнучкі та їх важче отримати, ніж судову заборону.
Ще однією відмінністю є відсутність присяжних у системі права справедливості: суддя тут виступає особою, що вирішує питання факту. В американській правовій системі, право на суд присяжних у цивільних справах, що розглядаються Федеральним судом, гарантується сьомою поправкою в Позовах у загальному праві (Suits at common law), справах, які традиційно розглядаються судами. Питання про те, чи повинна справа вирішуватися присяжними, значною мірою залежить від виду засобу правового захисту, про який просить позивач. Якщо позивач просить про відшкодування збитків у грошовій формі або певні інші засоби захисту, такі як повернення певного об'єкту власності, це вважається сферою загального права, а присяжні залучаються як встановлювачі факту. З іншого боку, якщо позивач просить застосування судової заборони, декларативного рішення суду, реального виконання, зміни договору, або деяких інших негрошових засобів захисту, позов, як правило, буде розглядатися в рамках права справедливості.
У 1785 році Томас Джефферсон пояснював, що існують три основні обмеження на повноваження суду системи права справедливості: «Якщо законодавча влада спрямована на несправедливість, очевидно, що Суд канцлера — не той орган, на який покладені повноваження виправляти це. Він не повинен втручатися у жодну справу, яка не підпадає під загальне правило та не передбачає відшкодування на підставі загального і застосовного правила». Верховний суд США, однак, прийшов до висновку, що суди мають широкі дискреційні повноваження щодо обрання виду засобу захисту у справах права справедливості. Перше суттєве підтвердження таких повноважень з'явилося у Віллард проти Тейло (Willard v. Tayloe), 75 U.S. 557 (1869). Суд прийшов до висновку, що «відшкодування — не є предметом абсолютного права жодної зі сторін; це питання, що віднесене на розсуд суду та вирішується після розгляду всіх обставин кожної конкретної справи». Willard v. Tayloe протягом багатьох років була провідною справою у договірному праві, а також у праві справедливості.
Сьогодні в США федеральні суди і суди більшості штатів об'єднали загальне право і право справедливості у судах загальної юрисдикції, таких як суди графств. Однак основоположна відмінність між загальним правом і правом справедливості зберегло свою колишню актуальність. Ця різниця не просто формальність, тому що успішне вирішення певних справ важке або неможливе без попереднього ухвалення тимчасового заборонного судового наказу або попередньої судової заборони з метою запобігти виведення з юрисдикції єдиного майна, придатного для звернення стягнення за позовом, наприклад. Крім того, у певних законодавчих актах, таких як закон «Про безпеку пенсійних доходів працівників» спеціально передбачене лише відшкодування за правом справедливості, що змушує американські суди ретельно аналізувати, чи доступне у праві справедливості відшкодування, що вимагається у справі, порушеній на підставі згаданого законодавства.
Після Американської Революції на північному сході США судам права справедливості повсюдно не довіряли. Серйозний рух для злиття загального права і права справедливості почався в штатах у середині XIX століття, коли Девід Дадлі Філд II переконав штат Нью-Йорк, прийняти те, що стало відомим як Філд Кодекс 1848 (Field Code 1848). Федеральні суди не відмовилися від старого поділу на загальне право/право справедливості до прийняття Федеральних правил цивільного судочинства в 1938 році.
Сьогодні три штати як і раніше мають окремі суди для загального права і права справедливості; найбільш помітним є Делавер, Канцлерський суд якого вирішує більшість справ, що стосуються корпорацій Делаверу. Однак, злиття в деяких штатах майже завершене; деякі інші штати (такі як Іллінойс і Нью-Джерсі) мають відповідні відокремлені підрозділи в одному суді. Окрім корпоративного права, яке розвинулося з права довірчої власності, традиційно юрисдикція судів права справедливості охоплює інститути заповіту і посвідчення заповіту, усиновлення й опікунства, шлюб і розлучення. Банкрутство також історично вважалося справою права справедливості; хоча банкрутство в Сполучених Штатах — сьогодні чисто федеральна справа, віднесена повністю до юрисдикції судів Сполучених Штатів з банкрутства Кодексом про банкрутство Сполучених Штатів у 1978 році; суди з банкрутства є все ще офіційно «судами права справедливості» і виконують відповідні повноваження згідно з статтею 105 Кодексу про банкрутство.
Після того, як суди США об'єднали загальне право і право справедливості, американські суди сприйняли багато процедур судів права справедливості. Процедури суду права справедливості були більш гнучкими ніж в судах загального права. В американській практиці деякі інститути, такі як об'єднання справ, зустрічний позов, перехресний позов, позов з залученням двох або більше суб'єктів (interpleader) походять з практики судів права справедливості. Також, сучасний колективний позов походить з доктрини virtual representation в рамках права справедливості, яка дозволила суду права справедливості повністю розпоряджатися майном, попри можливу наявність щодо нього законних інтересів у осіб, які перебувають поза прямою юрисдикцією суду.
Індія
В Індії доктрини права справедливості традиційно дотримувалися навіть після здобуття незалежності в 1947 році. Однак у 1963 році парламентом Індії був прийнятий Акт про спеціальні засоби правового захисту (Specific Relief Act) — відповідно до рекомендацій Правової комісії Індії замість попереднього Акта про спеціальні засоби правового захисту 1877 року. У законі 1963 року було закріплено більшість понять права справедливості, що перетворило їх на законодавчо визначені права, і відтак поклало кінець дискреційній ролі судів у застосуванні засобів захисту за правом справедливості. Відповідно до закону 1963 року були кодифіковані такі права:
- відновлення  володіння нерухомим майном (сс. 5-8)
- виконання договорів в натурі (сс. 9-25)
- виправлення документів (с. 26)
- розірвання договорів (сс. 27-30)
- анулювання юридичних актів (сс. 31-33)
- рішення про визнання (сс. 34-35)
- судові заборони (сс. 36-42)

За допомогою цієї кодифікації, природа засобів захисту, що раніше існували у праві справедливості, змінилася, перетворивши їх на законодавчо встановлені права. Тою мірою, в якій вони законодавчо закріплені, вони перестають належати до дискреційних повноважень суду, як це є в Англії, натомість вони є правами, застосовними на умовах, визначених у Законі 1963 р. Тим не менш, у випадку виникнення ситуацій, не врегульованих законом 1963 року, суди в Індії продовжують здійснювати свої імпліцитні повноваження на підставі статті 151 Цивільного процесуального кодексу 1908 р., який поширюється на всі цивільні суди в Індії.
Таких імпліцитних повноважень немає у кримінальних судів у Індії, за винятком Вищих Судів відповідно до статті 482 Кримінального процесуального кодексу 1973 року. Крім того, такі повноваження покладені на Верховний Суд Індії відповідно до статті 142 Конституції Індії, яка надає широкі повноваження  Верховному Суду видавати накази «якщо це необхідно для підтримання повної справедливості в будь-яких справах, що розглядаються ним».